# Шуровка (приток Нинора)

Шуровка (Шурокша) — река в России, протекает в Гусь-Хрустальном районе Владимирской области. Левый приток Нинора.

## География
Река Шуровка берёт начало в лесах юго-западнее города Курлово. Течёт на восток. Устье реки находится в 2,2 км по левому берегу реки Нинор. Длина реки составляет 13 км.

## Данные водного реестра
По данным государственного водного реестра России относится к Окскому бассейновому округу, водохозяйственный участок реки — Ока от водомерного поста у села Копоново до впадения реки Мокша, речной подбассейн реки — бассейны притоков Оки до впадения Мокши. Речной бассейн реки — Ока.
По данным геоинформационной системы водохозяйственного районирования территории РФ, подготовленной Федеральным агентством водных ресурсов:
- Код водного объекта в государственном водном реестре — 09010102312110000026566
- Код по гидрологической изученности (ГИ) — 110002656
- Код бассейна — 09.01.01.023
- Номер тома по ГИ — 10
- Выпуск по ГИ — 0